# Sigmund

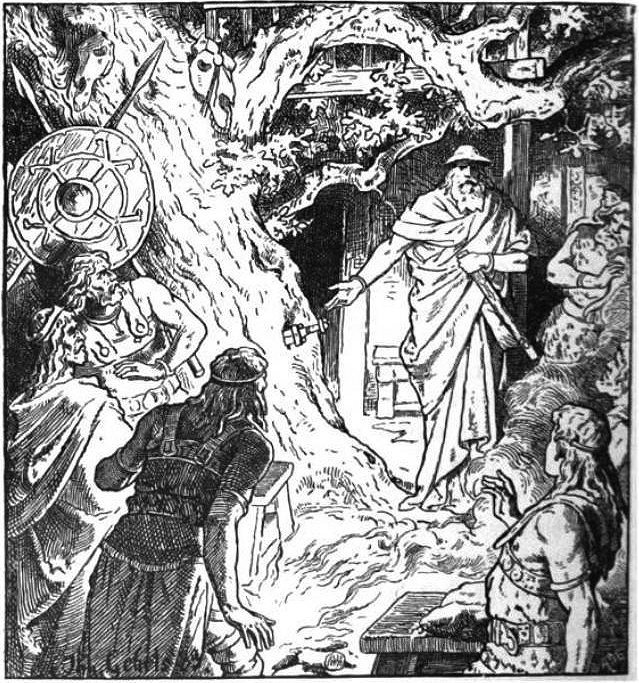
A espada de Sigmund (Sigmunds Schwert, 1889) de Johannes Gehrts. Odin mostra a espada que acaba de cravar no carvalho Barnstokkr.

Na mitologia nórdica, Sigmund é filho de Volsung e pai do herói Sigurd na Saga Volsunga e na Canção dos nibelungos. Uma adaptação da sua história aparece na ópera A valquíria (Die Walküre), no ciclo O anel de nibelungo (Der Ring des Nibelungen), de Richard Wagner; a personagem é aqui conhecida como Siegmund, e com a sua irmã gémea Signy (ou Sieglinde) concebe incestuosamente ao herói Siegfried.

## Sigmund e a espada Balmung

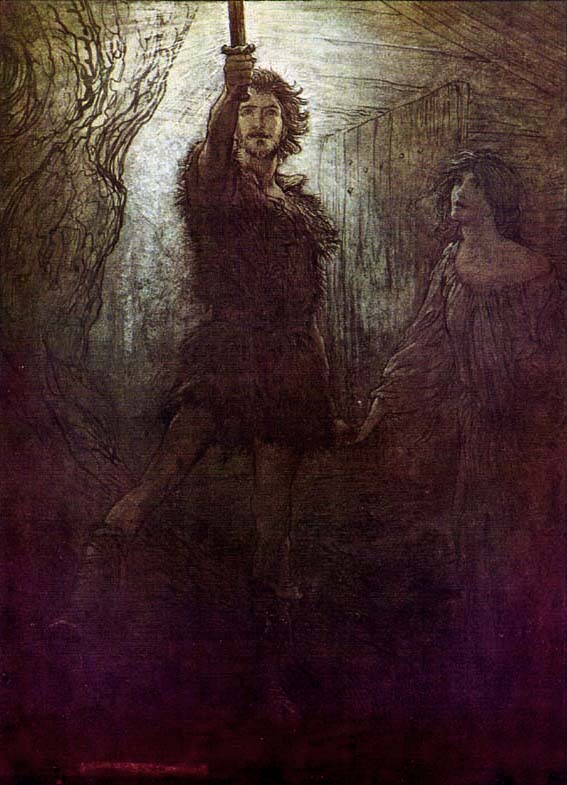
Ilustração de Arthur Rackham para a obra de Wagner A valquiria: Sigmund toma como esposa a sua irmã Sieglinde e alça a sua espada em juramento.

Disfarçado de mendigo, Odin fincou a espada mágica Balmung ou Gram (forjada pelo mítico ferreiro Völundr) na árvore Barnstokkr, um carvalho que estava no palácio de Volsung. Naquele local celebrava-se um banquete em torno da boda de Signy e do rei da Gotalândia: Siggeir. Logo depois Odin predisse grandes feitos para o herói que fosse capaz remover a espada dali. De todos os nove príncipes de Volsung que tentaram, só Sigmund foi capaz de o fazer, o mais jovem de todos.
Também existe um relato em que Balmung é destruída numa batalha por Odin, sendo mais tarde reforjada para que Sigurd (Siegfried) a utilizasse contra Fafnir.

## Morte de Sigmund
Sigmund na terra de Siggeir, assassina os filhos deste rei. Quando regressa à sua terra casa-se com Borghild, matrimónio do qual nascem dois filhos chamados Helgi e Hamund. Mais tarde apaixona-se por Hjördis Eylimasdatter (n. 708), a quem o filho do rei Hunding era pretendente.
O conflito que se gerou dum e outro pela donzela acabou com Sigmund mortalmente ferido. Na sua agonia, Sigmund confiou a sua espada, desejando que a guardasse para o filho que tinha que nascer. «E agora —disse ele— estou muito cansado por causa de minhas feridas e vou ver a nossos parentes que se foram antes de mim». Hjördis sentou-se junto a ele acompanhando na sua morte, morrendo ao amanhecer.

## O seu filho Sigurd
Hjördis casou-se então com Hialprek, rei da Dinamarca. Na sua corte nasceu Sigurd, o filho de Hjördis e Sigmund.